# Fernando de Aragón y Guardato
Fernando de Aragón y Guardato (c. 1460 – 1542) fue un hijo ilegítimo de Fernando I de Nápoles y de su concubina Diana Guardato. Carlos I le concedió el ducado de Montalto.

## Biografía
El rey Fernando de Nápoles, además de los príncipes habidos de sus matrimonios con Isabel de Tarento y Juana de Aragón, tuvo una larga prole ilegítima, entre la que se encuentra Fernando de Aragón, nacido de su relación con Diana Guardato. El bastardo real no quedó desamparado, pues recibió de su padre el condado de Nicastro en 1480 y los de Arena y Stilo en 1483, todos ellos feudos confiscados a nobles francófilos que apoyaron a Renato de Anjou frente a su abuelo Alfonso el Magnánimo. No obstante, estas tierras le fueron requisadas en 1494 cuando, a la muerte del rey su padre, Carlos VIII de Francia invadió Nápoles. Este soberano, al no ver reconocidos sus derechos al trono napolitano como nieto de María de Anjou, había decidido hacerlos valer manu militari.
La invasión francesa fue contestada por Fernando el Católico, que formó una liga con Milán, Venecia y los Estados Pontificios y acudió al socorro de su sobrino Federico I, que quedó instalado como rey en 1496. Fernando de Aragón, hermano del nuevo soberano, había de alcanzar una posición aún más privilegiada que la que gozaba antes de la llegada de los franceses. No recobró sus feudos de Nicastro, Arena y Stilo, que fueron devueltos a sus primitivos poseedores, los Caracciolo y los Conclubet, que en esta ocasión habían apoyado la causa aragonesa, pero recibió, el 15 de junio de 1501, el rico condado de Cayazzo y la baronía de Pietrapaola.
Sin embargo, tanto Aragón como Francia guardaban deseos de controlar la península itálica, por lo que el Rey Católico y Luis XII de Francia firmaron el secreto tratado de Granada, por el que se proponían destronar al rey de Nápoles y repartirse sus territorios. Como ambos ansiaban quedarse con el reino entero, incumplieron el tratado y estalló la guerra de Nápoles, en las que las tropas españolas, lideradas por el Gran Capitán, expulsaron a los franceses del suelo napolitano en 1504, incorporándose así el reino a la Monarquía hispánica. La paz se firmó en el tratado de Lyon, pero ulteriores condiciones fueron pactadas en las llamadas capitulaciones de Atripalda, de 1505, que incluían la obligación de restituir todos los feudos confiscados durante la contienda a los nobles napolitanos, sin importar la bandera bajo la que hubiesen luchado. Así, Fernando de Aragón tuvo que ceder su condado de Cayazzo a Roberto Ambrosio Sanseverino.
El 27 de mayo de 1507, Fernando el Católico concedió el ducado de Montalto a su sobrino Fernando de Aragón para compensarle por la pérdida de su feudo de Cayazzo. Al patrimonio del duque, integrado por la baronía de Motta San Giovanni, comprada en esas fechas, y la de Pietrapaola, que conservaba desde 1501, se le unieron el nuevo ducado y la gabela sobre el pescado y el ius scannaggi de Reggio, pero ello no logró resarcirle de la pérdida del próspero condado de Cayazzo, pues su renta anual disminuyó en 1 865 ducados. Por ello, el Rey Católico tuvo que cederle, hasta completar su antigua renta de 3 000 ducados, los ingresos del fisco regio procedentes del fogaje e impuestos sobre la sal de las tierras de sus señoríos.
Montalto ya había sido conferido como ducado, en enero de ese año, al Gran Capitán, artífice militar de la conquista de Nápoles. El de Córdoba, sin embargo, sólo estuvo en posesión del ducado 146 días, y a su vuelta a España lo devolvió a la Corona, pudiendo este así ser entregado a Fernando. En esta concesión del título, confirmada en 1531 por el cardenal Colonna, virrey de Nápoles, y en 1536 por Carlos V, el dominio señorial se extendía no sólo a la villa de Montalto y su término, sino a los partidos de la baronía de Pietrapaola (la propia Pietrapaola, San Morello, Casabona, San Nicola dell'Alto, Caloveto, Crosia y Cropalati) y a la baronía de Motta San Giovanni, que incluía el castillo de San Aniceto.
En 1532 ocupó provisionalmente el puesto de virrey de Nápoles, tras la muerte de Pompeo Colonna. Falleció en 1542.